# JR東日本キハE120形気動車
キハE120形気動車（キハE120がたきどうしゃ）は、東日本旅客鉄道（JR東日本）の一般形気動車。2008年（平成20年）11月1日から営業運転を開始した。

## 概要
2008年4月16日、新潟支社の公式サイトにおいて米坂線・磐越西線（会津若松以西）・白新線（快速べにばなのみ）・羽越本線（酒田以南）向けに投入・運行されることが発表された。導入数は8両。
2006年のキハE130系導入の際に、同系列の起動用アルカリ蓄電池を納品した古河電池がそのトピックスで「キハE130系とキハE120系47両に採用された」と発表した。
2008年6月に黒山駅 - 新潟駅 - 新津駅と甲種輸送され、新津運輸区に納入され、同15日午後に新潟駅1番線にて報道公開ののち一般公開された。
2008年11月1日に営業運転を開始し、当初は羽越本線3本、磐越西線・信越本線4本、米坂線4本の計11本の普通列車に充当された。その後、2009年3月14日改正でキハ110系と共に米坂線でのキハ40・47・48形・キハ52形・キハ58系の運用を置き換えた。これによりキハ52形・キハ58系は新潟支社管内の定期運用から撤退し、キハ47形非冷房車のごく一部が廃車された。
新潟県北蒲原郡聖籠町に製造拠点を置く新潟トランシスが全車両の製造を手掛けた。新潟トランシスの前身の新潟鐵工所は、1997年（平成9年）に開業した北越急行の一般型車両・HK100形を製造した例があるが、この車両は新潟トランシス発足後初めてJR東日本新潟支社管内へ納入した一般型車両となった。

## 構造
車体はE231系電車の構造を踏襲したステンレス製軽量構体で、混雑緩和を定員増で対応するためキハ110系よりも広い幅2,900mmの広幅車体とし、客用扉は幅1,300mmの両開き扉を片側2か所に設けている。基本的には3扉のキハE130系から中央部の客用扉を省略した構造である。
車体腰部から裾部にかけて車体幅を絞った「裾絞り構造」であり、側出入口部のクツズリを延長して車体とホームとの間隙を小さくしている。構造は寒冷地仕様（耐寒耐雪構造）となっている。床面高さはキハ110系より 45 ㎜ 下げた 1,130 ㎜ であり、出入り口部においてもステップを 45 ㎜ 下げることで、ホームとの段差を縮小した。
空調装置は集中式のAU732形で能力 38.37 kW（33,000kcal/h）を屋根上に搭載する。
当初の車体カラーリングは、福島県、山形県、新潟県にまたがる「飯豊連峰のブナ林」をイメージしたオレンジ色をメインカラーとし、「荒川渓谷のナナカマド（紅葉）」をイメージした赤色の細帯をアクセントカラーとして配色した。客用ドア部分は目立つよう車外・車内とも黄色とした。またSLばんえつ物語の客車側面にもあるオコジョが描かれているのが特徴であった。
只見線への転用に伴い、キハ40系の東北地域本社色である「只見川と残雪、冬の厳しさに負けじと萌える新緑の山々」をイメージする緑色と黄緑色の2色の帯が入るカラーリングに変更された。

### 車内
座席配置はキハ110系同様にセミクロスシート構造で、ロングシートとクロスシートがあり、クロスシートは片持ち式で2人掛け＋1人掛けの構造。基本的な車内構成はキハE130系とほぼ同じである。
本系列は各部にバリアフリーに配慮した設計が施されている。車椅子スペースや車椅子対応の洋式トイレを設けている。車椅子スペースには車椅子に座ったまま使用できる高さに対話型の車内非常通報装置を設置する。トイレは車椅子スペースの向かい側に設置し、JIS規格に適合する電動・手動の車椅子で使用可能な空間を確保し、客室内の見通しを妨げないように枕木方向の寸法を可能な限り切り詰めている。汚物処理装置は真空吸引式で臭気対策を図り、トイレ出入口はボタン操作による自動開閉式である。
戸閉装置は半自動対応で、車内・車外に押しボタン式スイッチを備えている。優先席部分にはオレンジ色のつり革を低い位置に設け、客用扉にはドアチャイムや開閉時に赤色で点滅するドア開閉表示灯が設置された。
側窓は上下分割上部下降窓と固定窓を組み合わせた大面積の仕様で、ガラス素材は光線透過率の低い乗用車用汎用強化ガラスを用いる。熱線吸収率も強化され、赤外線を 100 % 遮断する IR カットガラスである。
行先表示器は前面・側面ともにLED式で、側面のものは日本語と英語を交互に表示する。乗務員室背面仕切り部中央にはデジタル式運賃表示器およびLED式車内案内表示器を設置している。自動放送装置を搭載しているほか、車外案内放送用スピーカーを設置している。

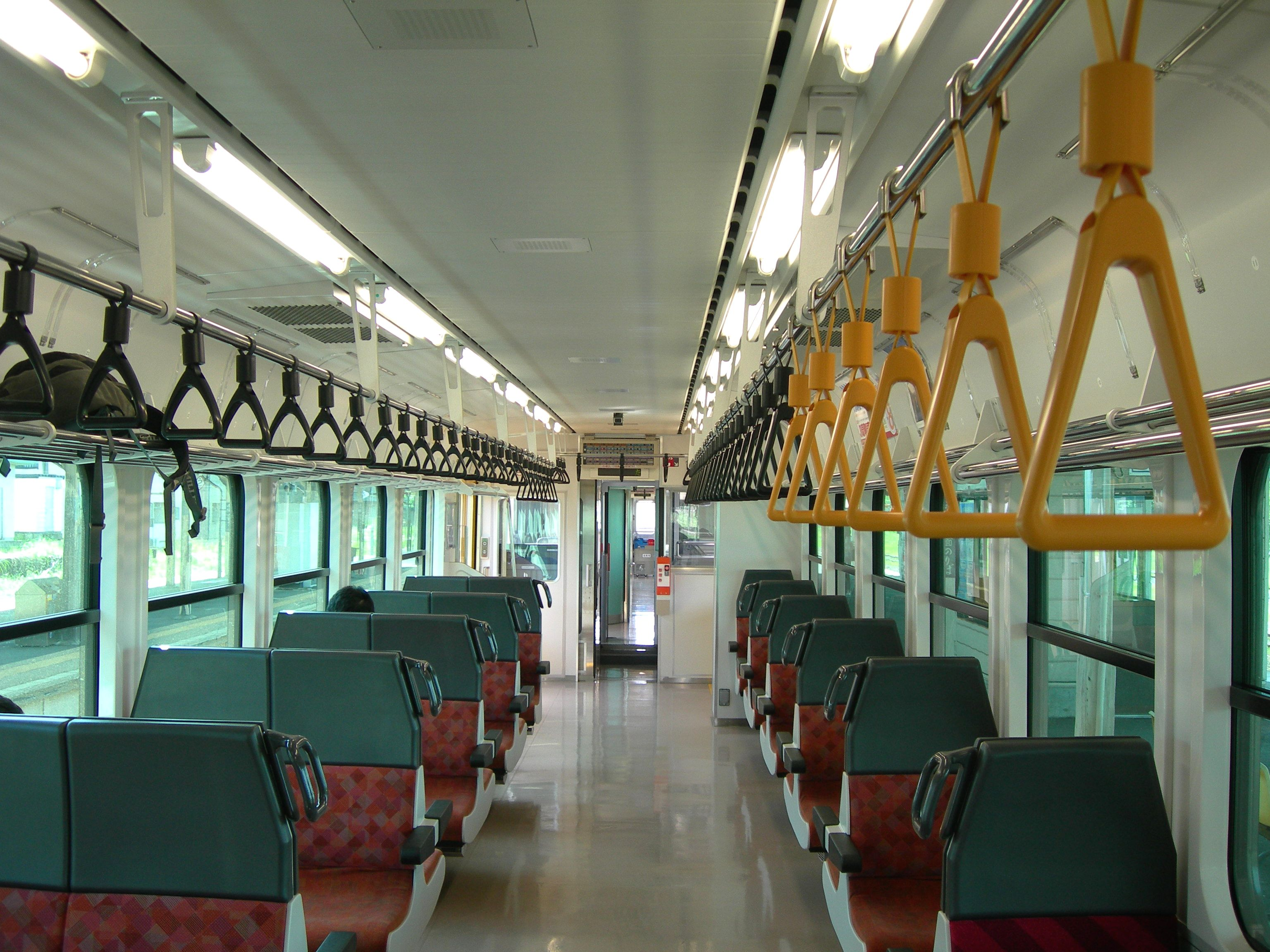
車内
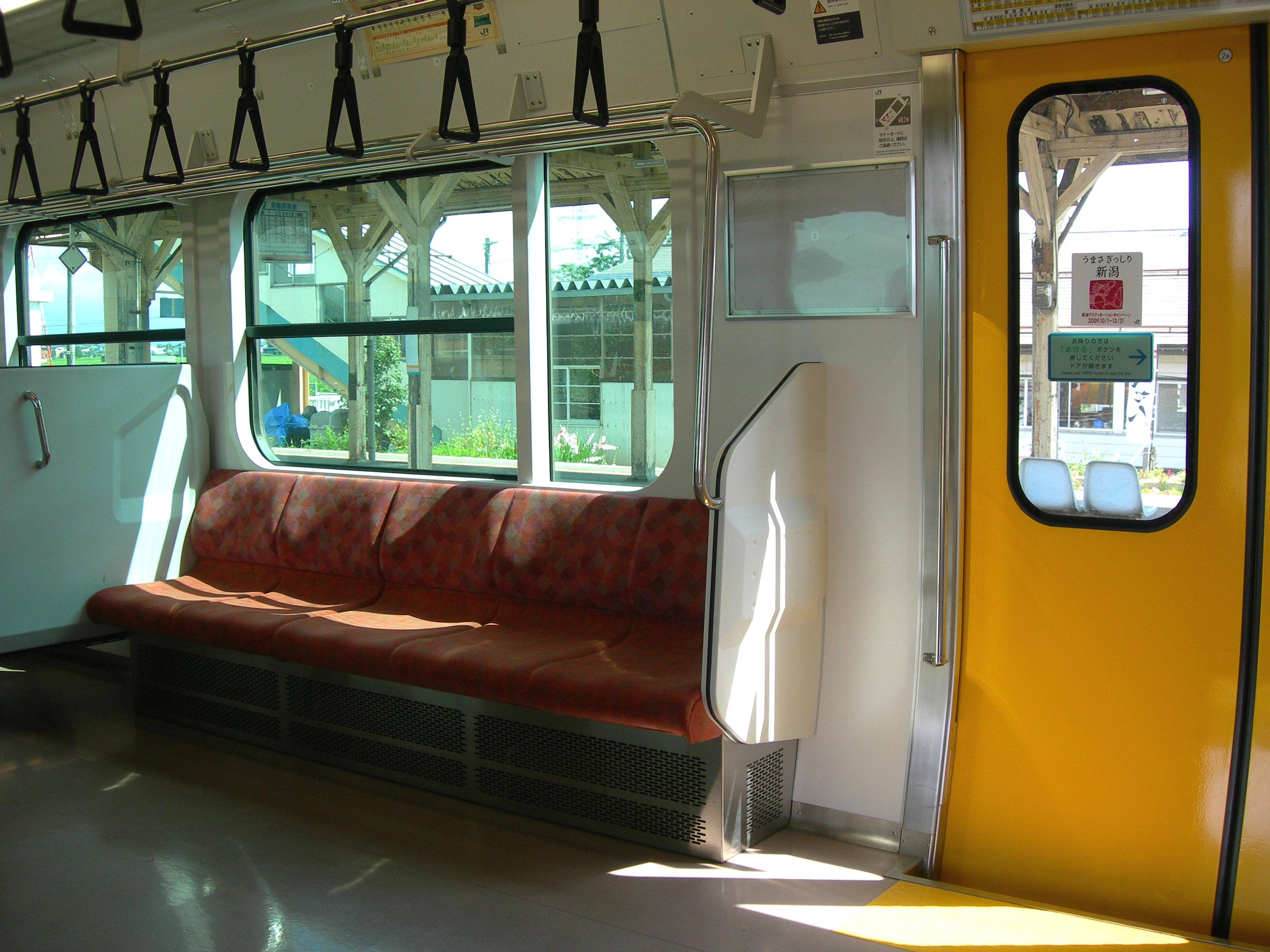
ロングシート
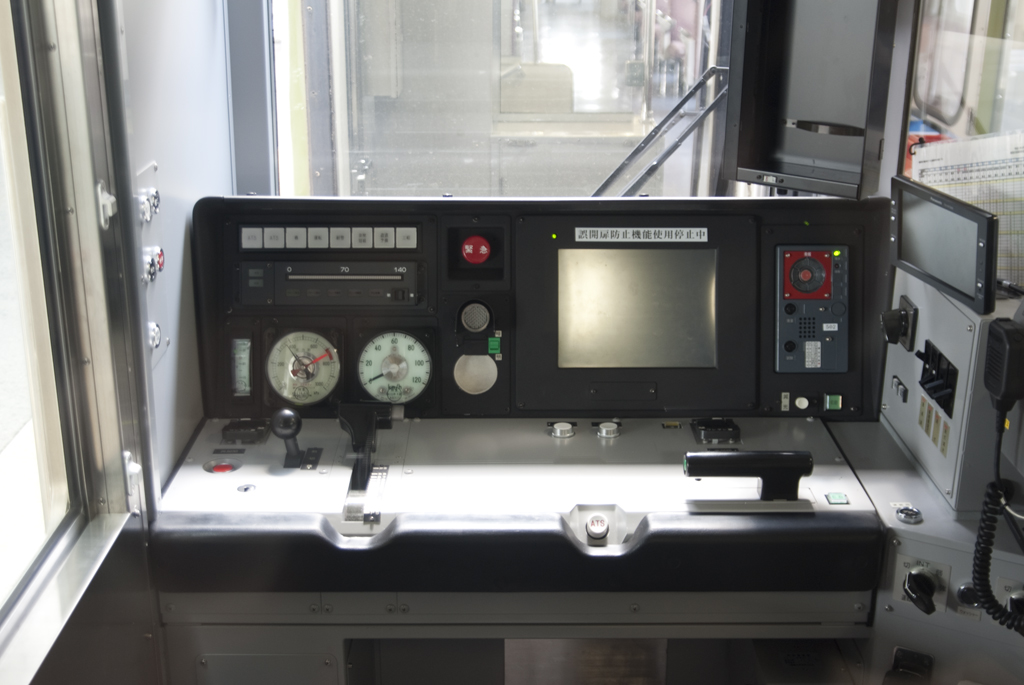
運転台
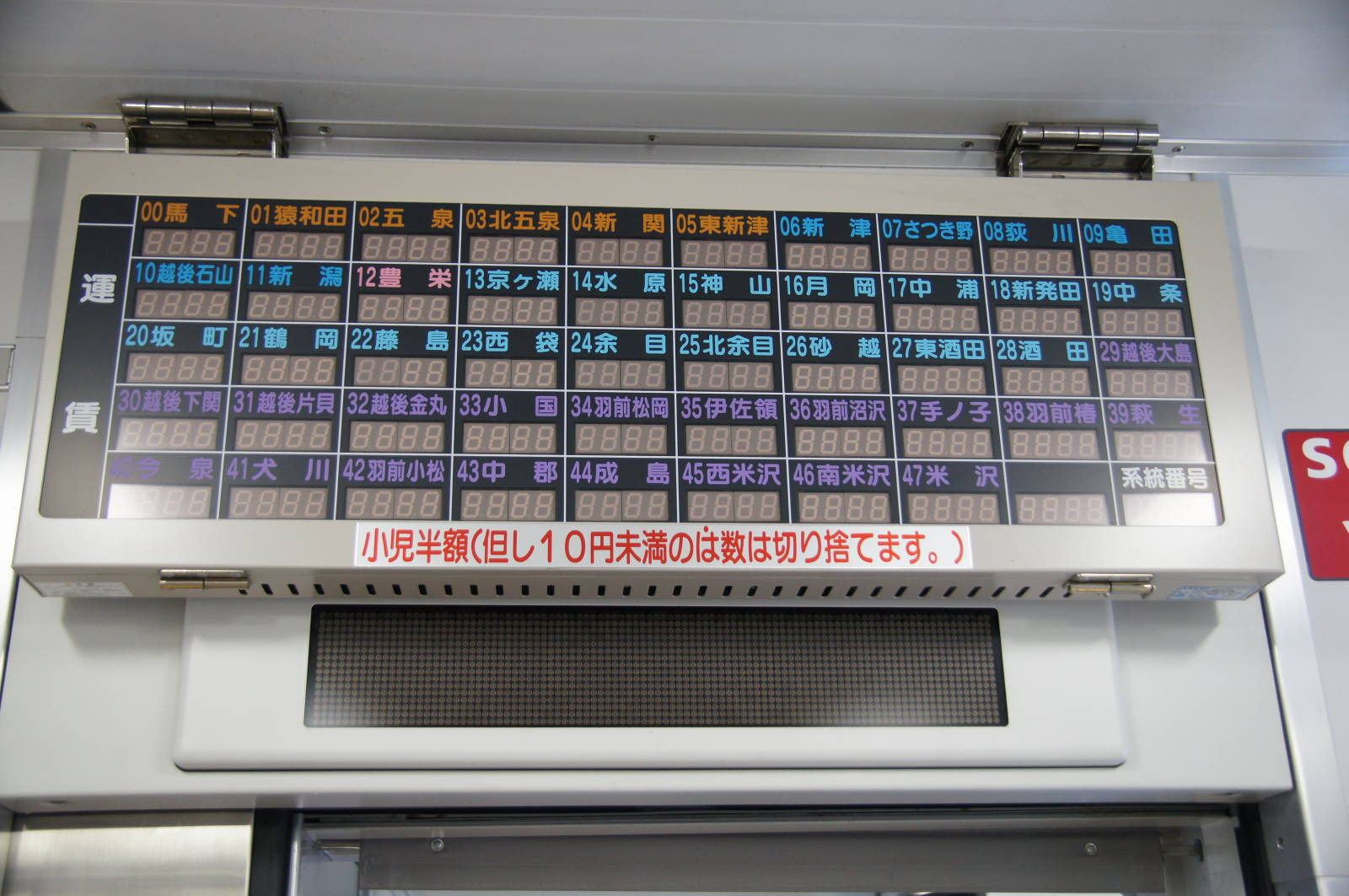
運賃表示器と車内案内表示器

### 運転設備
運転室はキハ110系に準じた半室構造で、非貫通時は客室との間に設けた引戸により、運転室および助士側の空間を客室と完全に仕切る構造である。引戸には傾斜式戸閉装置を取り付け、貫通時には扉が開いたままにならないように自動で閉とする構造である。貫通時は運転室を開戸により完全に仕切ることができる。
主幹制御器は左手操作式ワンハンドルマスコンが採用されている。保安機器では緊急停止装置（EB装置）と緊急列車防護装置（TE装置）を標準装備している。乗務員支援用にDICS（ディーゼル車情報制御装置）を搭載している。
各番台とも乗務員室内には異常時に、非常用ハシゴとしても使用可能な補助腰掛が設置されている。またワンマン運転時は下部の運賃箱と上部に回転式の仕切りで客室と区切る構造である。運賃箱は助士側背面に完全収納できる。運転室背面仕切り部には非常用脱出口が設置されている。

### 駆動系・台車
駆動用のディーゼルエンジンは環境負荷に配慮し、北海道旅客鉄道（JR北海道）のキハ150形に搭載されているN-KDMF15HZをベースとしつつ、排気中の窒素酸化物 (NOx) や粒子状物質 (PM) を低減できる「コモンレール式燃料噴射装置」などを採用したコマツ製の新型ディーゼルエンジン　SA6D140HE-2（JR形式 DMF15HZ 定格出力 450PS/2,000rpm）を採用している。車体重量は増加したが、変速機の性能向上によりキハ110系とほぼ同等の駆動性能を確保し、同系列との併結運転も可能である。0 - 60km/hの平均加速度は1.58 km/h/s。
電気連結器は上下2段式となっており、本系列同士では上下段とも連結、キハ110系との連結時は上段のみ連結する。これにより、DICSにて車両の併結機能の切り替えを行っている。最大で8両編成まで連結することが可能である。変速機はCSU（定速回転装置）を内蔵した変速1段、直結4段のDW22である。車両電源には富士電機システムズ製三相交流発電機を使用し、液体変速機から1800rpmの一定回転数で駆動され、三相交流 440V、60Hz、60kVAを出力している。発電された電力は、冷暖房装置やラジエーターファン、電動空気圧縮機などの駆動に使用される。また、直流電源装置により発電機からの電力を直流24Vに変換され、直流電源機器に供給されている。
台車は軸梁式のボルスタレス台車 DT74形（動力台車）・ TR259形（付随台車）である。基礎ブレーキ装置は、片押し式のユニットブレーキを使用している。

## 運用

### 新潟地区

2014年7月改正時点での新潟支社管内の運用車両

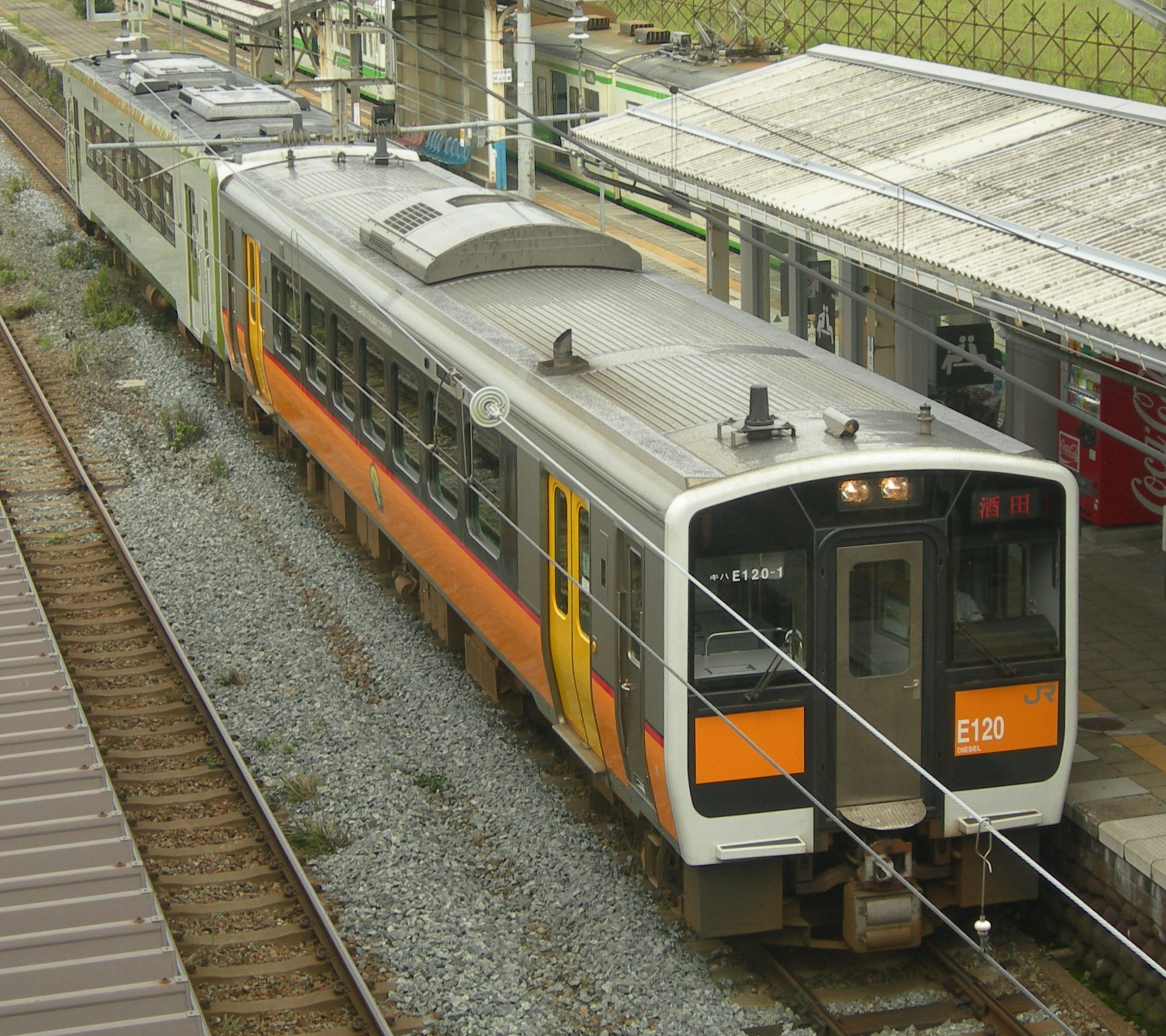
キハ110系との併結運用

新製時から2020年3月までは8両全車が新津運輸区に配置されており、キハ110系と共通運用で新潟支社管内の非電化区間で広範囲に運用されていた。
新製当初から新潟駅が高架化される2018年3月までは運用範囲に支障がなく、キハ110系と本形式の運用は分かれておらず、常に共通運用されていた。そのため中間・先頭にかかわらず併結運用も多く見られ、1 - 5両編成で運用されていた。2018年3月ダイヤ改正までの運用線区は以下の通り。 
- 白新線（快速べにばな及び間合いの新崎 - 新潟上り1本）
- 羽越本線（新津 - 酒田）
- 米坂線（全線）
- 信越本線（新潟 - 新津）
- 磐越西線（新津 - 会津若松）

2018年に新潟駅高架化に伴ってATS-Pが導入され、搭載していない本形式が乗り入れ不可となって以降は、キハ110系と本形式の運用が分離された。羽越本線と米坂線の下記区間において本形式同士の2両編成での運用があったほか、磐越西線の会津若松 - 新潟間1往復及び信越本線の新潟 - 新津上り1本においては、キハ110系1両と2両を先頭車にして本形式2両を中間車として連結された5両編成の運用があった。2018年3月から2020年3月までの運用線区は以下の通り。
- 羽越本線（新津 - 坂町）
- 米坂線（全線）
- 信越本線（新潟 - 新津）
- 磐越西線（新津 - 会津若松）

2018年3月以降の運用では、羽越本線（新津 - 新発田）と米坂線（全線）でワンマン運転を行っていた。なお、車内運賃表示には米坂線各駅・羽越本線新津駅 - 坂町駅間／鶴岡駅 - 酒田駅間・信越本線新潟駅 - 新津駅間・磐越西線新津駅 - 五泉駅間・白新線豊栄駅の表示がされていた。

### 只見線・磐越西線

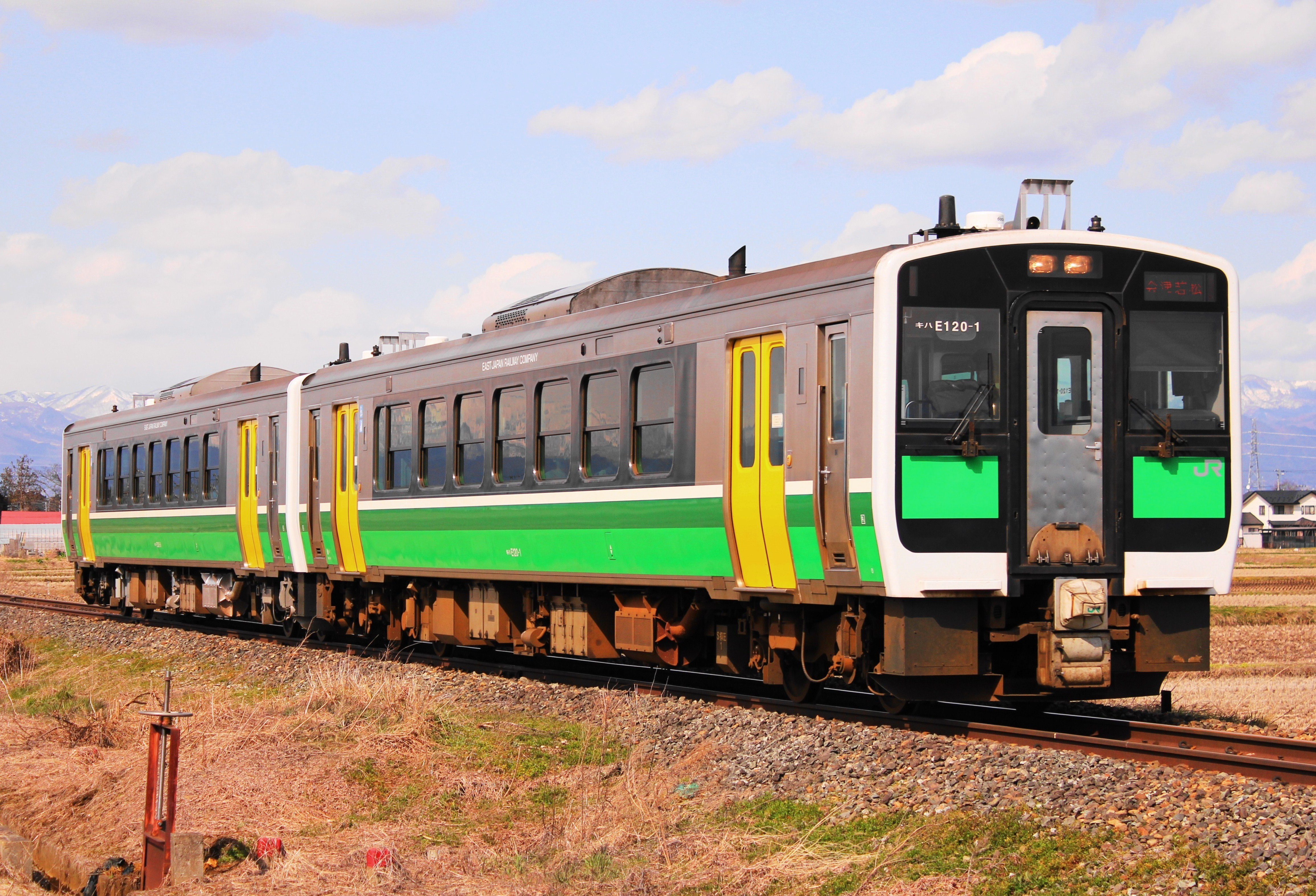
塗装変更されたキハE120

2020年3月以降、8両全車が郡山総合車両センター会津若松派出所に配置されており、2022年10月1日時点では只見線（全線）と磐越西線会津若松発喜多方・野沢行き（夜下り1本のみ）で運用されている。
転属当初、ワンマン運転は行われてなかったため、ワンマン装置や自動放送は使用されていなかったが、2022年10月1日から只見線会津若松駅 - 只見駅間でワンマン運転を行っているため、ワンマン装置や自動放送の使用を再開した。
2021年3月ダイヤ改正より、磐越西線会津若松 - 野沢間での運用（夜の下り1本のみ）が設定され、磐越西線への乗り入れを再開した。

## 車歴表
- 製造…新潟：新潟トランシス
- 配置…新津：新津運輸区、郡山：郡山総合車両センター